# Chapelle comtale de Provins
La chapelle comtale est une chapelle située à Provins, en France.

## Description
La chapelle comtale est une chapelle palatiale double, sur deux niveaux.
La chapelle inférieure est dédiée à saint Blaise ; la chapelle supérieure à sainte Marie.

## Localisation
La chapelle est située sur la ville-haute Provins, dans le département français de Seine-et-Marne. Elle occupe un emplacement dans l'actuel lycée Thibaut-de-Champagne, à l'est de la cour de l'établissement.

## Historique
La chapelle est bâtie par Henri Ier, comte de Champagne, vers 1176. Il s'agit alors d'une chapelle intégrée au palais des comtes de Champagne, qui par la suite, devient l'actuel lycée Thibaut-de-Champagne.
L'édifice est classé au titre des monuments historiques en 1965.